# Univers 1980
Univers 1980 est une anthologie de seize nouvelles de science-fiction publiées de 1973 à 1980, sélectionnées par Jacques Sadoul.
L'anthologie  (ISBN 978-2-277-21093-1) est la 20e de la série Univers qui compte trente ouvrages. Elle ne correspond pas à un recueil qui serait déjà paru aux États-Unis ; il s'agit d'un recueil inédit de nouvelles, édité pour le public francophone.
L'anthologie a été publiée en août 1980 aux éditions J'ai lu dans la collection « Science-fiction » (no 1093). L'image de couverture a été réalisée par Boris Vallejo.

## Critique littéraire
L'anthologie a fait l'objet d'une critique littéraire par Stéphane Nicot dans la revue française Fiction, novembre 1980, n° 313.

## Première partie: nouvelles

### Allons à la fête
- Auteur : Francis Busby et Frank Herbert.
- Titre original : Come to the Party.
- Publication : 1978.
- Situation dans l'anthologie : pages 13 à 47.
- Traducteur : France-Marie Watkins.
- Résumé :
- Liens externes : 
  - Notice sur Noosfère
  - Notice sur iSFdb

### Être ou ne pas
- Auteur : Ben Bova.
- Titre original : To Be or Not.
- Publication : septembre 1978 dans Maxwell's Demons, éd. Baronet Publishing Co.
- Situation dans l'anthologie : pages 48 à 58.
- Traducteur : France-Marie Watkins.
- Résumé : Dans ce début du XXIe siècle, deux producteurs de Hollywood, Al et Frank, se désolent de constater que l'esprit de création a disparu. Il n'y a plus de scénarios originaux, et tout ce qui est produit n'est qu'un remaniement de ce qui a été fait précédemment. Ils ont alors une idée extraordinaire : grâce au génie génétique, ils vont cloner William Shakespeare. Le clone, placé dans un environnement identique à son illustre ancêtre, sera capable de créer de nouvelles pièces. Ils mettent en œuvre leur plan, tout en sachant que les résultats ne seront au rendez-vous que dans environ 25 ans. Le temps passe, les années s'écoulent. Alors que leur protégé a écrit plusieurs pièces, A et Frank sont deux vieux papis qui ont fait faillite et dont la famille attend la mort. Un coursier arrive, leur apportant les créations du clone de Shakespeare. Ces pièces sont la réécriture de pièces connues, telles Roméo et Juliette ou Le Marchand de Venise. Que pouvait faire un clone d'autre si ce n’est recréer ce qui avait déjà été créé ? Dégoûtés de voir leur projet tomber à l'eau, les deux producteurs acceptent de mourir, à condition de ne pas être clonés !
- Liens externes : 
  - Notice sur Noosfère
  - Notice sur iSFdb

### La Damoiselle et le Démon
- Auteur : Janet Fox.
- Titre original : Demon and Demoiselle.
- Publication : octobre 1978.
- Situation dans l'anthologie : pages 59 à 85.
- Traducteur : France-Marie Watkins.
- Résumé :
- Liens externes : 
  - Notice sur Noosfère
  - Notice sur iSFdb

### La Belle au planeur dormant
- Auteur : Yves Frémion.
- Première publication dans la présente anthologie.
- Situation dans l'anthologie : pages 86 à 106.
- Résumé :
- Liens externes : 
  - Notice sur Noosfère
  - Notice sur iSFdb

### Cassandre
- Auteur : C. J. Cherryh.
- Titre original : Cassandra.
- Publication : octobre 1978, dans The Magazine of Fantasy & Science Fiction.
- Situation dans l'anthologie : pages 107 à 119.
- Traducteur : Brigitte Ariel.
- Résumé : Dans cette nouvelle de type science-fiction New wave, Alise déambule dans un monde onirique où des immeubles brûlent et où des gens « s'effacent ».
- Liens externes : 
  - Notice sur Noosfère
  - Notice sur iSFdb
- Prix obtenus :
  - Lauréat du prix Hugo de la meilleure nouvelle 1979[2]
  - Proposition au prix Nebula de la meilleure nouvelle 1979 (classée 2e[3])
  - Proposition au prix Nebula de la meilleure nouvelle 1979 (classée 6e[4])

### La Nécessité et Martin Heidegger
- Auteur : James Sallis.
- Titre original : Exigency & Martin Heidegger.
- Publication : novembre 1978.
- Situation dans l'anthologie : pages 120 à 156.
- Traducteur : Iawa Tate.
- Résumé : Dans cette nouvelle de type science-fiction New wave, le narrateur, fruit d'une fécondation in utero et qui n’a jamais connu ses parents, fait partie d'une « organisation » dont il ne connaît ni les tenants ni les aboutissants. Il reçoit des ordres et les exécute. Quand débute le récit, il est confronté aux agissements secrets de son frère biologique. S'ensuit un jeu du chat et de la souris dont tous deux sortiront vainqueur. L'identité du philosophe Martin Heidegger est citée dans la nouvelle en tant que fondateur de la phénoménologie.
- Liens externes : 
  - Notice sur Noosfère
  - Notice sur iSFdb

### D'un néant à l'autre
- Auteur : William Olivier Desmond.
- Première publication dans la présente anthologie.
- Situation dans l'anthologie : pages 157 à 169.
- Résumé : Dieu a décidé de créer l'univers. Satisfait de sa création, il erre à travers les immensités de l'espace et des galaxies. Un jour, son esprit aborde le système solaire. Il ne tarde pas à découvrir une petite planète sur laquelle « la vie » s'est créée ex nihilo. Il se passionne pour ces peuplades de bipèdes à l'égocentrisme exceptionnellement développé. Il s'amuse, au fil des siècles, des aventures de ces « humains » qui construisent des civilisations qui finissent toujours par s'effondrer. Un jour, un illuminé prénommé Jésus prétend être son fils. Ce fou finit exécuté : bien fait pour lui. Pendant les deux mille ans qui suivent, Dieu continue à observer le développement de ces humains. Un jour, une explosion atomique a lieu. Dieu sait que la fin de cette espèce n'est pas loin. La nouvelle se termine ainsi : « Dieu décida d'une prochaine création  où le temps serait inversible et corrélativement l'espace à double courbure, et où il ne laisserait certainement pas se glisser encore les germes néfastes de la vie ».
- Liens externes : 
  - Notice sur Noosfère
  - Notice sur iSFdb

### Sur la route de Mandalay
- Auteur : John M. Ford.
- Titre original : Mandalay.
- Publication : octobre 1979.
- Situation dans l'anthologie : pages 170 à 207.
- Traducteur : Iawa Tate.
- Résumé :
- Liens externes : 
  - Notice sur Noosfère
  - Notice sur iSFdb

### Codemus
- Auteur : Tor Åge Bringsværd.
- Titre original en langue norvégienne : Kodémus, eller Datamaskinen some tenkte at hva faen.
- Publication : 1974.
- Situation dans l'anthologie : pages 208 à 225.
- Traducteur : France-Marie Watkins.
- Résumé :
- Liens externes : 
  - Notice sur Noosfère
  - Notice sur iSFdb

### Cinnabar: La Légende de Cougar Lou Landis
- Auteur : Edward Bryant.
- Titre original : The Legend of Cougar Lou Landis.
- Publication : dans l'anthologie Universe 3 en octobre 1973, anthologie composée par Terry Carr, éd. Random House.
- Situation dans l'anthologie : pages 226 à 246.
- Traducteur : Brigitte Ariel.
- Résumé :
- Liens externes : 
  - Notice sur Noosfère
  - Notice sur iSFdb

### Claudius et Milea
- Auteur : Danielle Fernandez.
- Première publication dans la présente anthologie.
- Situation dans l'anthologie : pages 247 à 258.
- Résumé : Dans cette nouvelle de type science-fiction New wave, on suit les parcours de Claudius (qui vient d'être victime d'un accident de la circulation) et de Milea (qui avec sa voiture roule sans but). La chute de la nouvelle évoque évoque la fin d'un film de cinéma : « Et déjà le générique glisse sur le visage de Miléa, comme un léger rayon de soleil avant la nuit d'une salle de projection ».
- Liens externes : 
  - Notice sur Noosfère
  - Notice sur iSFdb

### Le Deimos malade de la peste
- Auteur : Charles Sheffield.
- Titre original : The Deimos Plague.
- Publication : mai 1978.
- Situation dans l'anthologie : pages 259 à 281.
- Traducteur : Iawa Tate.
- Résumé :
- Liens externes : 
  - Notice sur Noosfère
  - Notice sur iSFdb

### Francisque Toussaint en poussière
- Autrice : Catherine Dunouau.
- Unique publication dans la présente anthologie. L'autrice n'a publié que cette nouvelle.
- Situation dans l'anthologie : pages 282 à 293.
- Résumé : Francisque Toussaint meurt. Il arrive au Paradis où l'attend la bureaucratie de Dieu.
- Liens externes : 
  - Notice sur Noosfère
  - Notice sur iSFdb

### Rouleurs de mécaniques
- Auteur : Thomas Easton.
- Titre original : Movers and Shakers.
- Publication : novembre 1979, dans Analog Science Fiction and Fact.
- Situation dans l'anthologie : pages 294 à 308.
- Traducteur : Iawa Tate.
- Résumé : Sanford Randall (dit « Fordy ») est un récupérateur de déchets alcoolique, célibataire et désargenté. Un jour, il reçoit la visite d'un extraterrestre prénommé Wirtz. L'alien lui propose de développer son entreprise et de devenir le plus gros récupérateur de déchets du comté, si ce n'est de l'État. Il remet à Fordy des pierres précieuses à condition que Fordy l'héberge et développe son activité. Bien qu'ignorant les motivations de l'extraterrestre, Fordy accepte le marché. En l'espace d'un an, effectivement il devient un homme d'affaires important dans le comté. Wirtz lui propose de traiter la plus grande décharge de l'État : Fordy évacue les déchets. Un jour, un inspecteur de la santé au travail vient inspecter son siège social et découvre Wirtz. L'homme quitte les lieux bouleversé. Mais une surprise attend Fordy : Wirtz quitte un jour le domicile de Fordy, laissant une lettre à son intention. Il lui révèle qu'en survolant la région, une pièce détachée était tombée de son vaisseau spatial et avait atterri dans la décharge. Grâce à Fordy, il avait récupéré la pièce et avait pu reprendre son voyage stellaire. Fordy est content de son marché avec l'alien : après tout il est sorti de la pauvreté. Quand l'inspecteur de la santé au travail revient avec des agents fédéraux, évidemment il ne trouve plus l'alien, que Fordy a remplacé par un étudiant régulièrement embauché et déclaré.
- Liens externes : 
  - Notice sur Noosfère
  - Notice sur iSFdb

### Le Chirpsithra
- Auteur : Larry Niven.
- Titre original : The Schumann Computer.
- Publication : janvier 1979, dans Destinies, éd. Ace Books.
- Situation dans l'anthologie : pages 309 à 315 (nouvelle la plus courte de l'anthologie).
- Traducteur : Sophie Benech.
- Résumé : Le narrateur apprend de la bouche d'un Chirpsithra (espèce extraterrestre pacifique et très ancienne) comment construire un ordinateur ultra-perfectionné équivalent à un ordinateur quantique. S'associant avec d'autres personnes, il construit un tel ordinateur. Une fois terminé, on lui pose des questions. Sans cesse l'ordinateur sollicite plus de données et d'informations. Un jour, l'ordinateur cesse de répondre aux questions, bien qu'il soit en parfait état. Par la suite, il ne répondra plus aux humains. Des années plus tard, en discutant avec un Chirpsithra dans le bar miteux qu'il tient, le narrateur découvre la réponse au comportement de l'ordinateur : « une fois que votre ordinateur a trouvé une réponse à toutes les questions, pourquoi ne se déconnecterait-il pas lui-même ? ».
- Liens externes : 
  - Notice sur Noosfère
  - Notice sur iSFdb

### La Dislocation
- Auteur : Greg Bear.
- Titre original : Scattershot.
- Publication : mai 1978.
- Situation dans l'anthologie : pages 316 à 361.
- Traducteur : France-Marie Watkins.
- Résumé :
- Liens externes : 
  - Notice sur Noosfère
  - Notice sur iSFdb

## Partie thématique et encyclopédique

### Éditorial
- « Message sur l'état de la science-fiction », éditorial par Jacques Sadoul : pages 7 à 11.

### Articles
- « Fantasy » par Virgil Finlay : pages 362 à 369.
- « J.G. Ballard et la modernité » par Jean-Marie Le Sidaner : pages 378 à 381.

### Entretien
- « Une rencontre avec Frank Herbert », par Bernard Blanc et Yves Frémion : pages 370 à 377 (traduction de Catherine Pillet).